# رلفس بلاف (آرکانزاس)
رلفس بلاف (به انگلیسی: Relfs Bluff) یک منطقهٔ مسکونی در ایالات متحده آمریکا است که در شهرستان لینکلن، آرکانزاس واقع شده‌است. رلفس بلاف ۷۸٫۹۴ متر بالاتر از سطح دریا واقع شده‌است.